# Coma Chameleon
Coma Chameleon è il settimo album studio del gruppo pop punk tedesco Donots, pubblicato il 19 maggio 2008.

## Tracce
1. There's a Tunnel at the End of the Light (Intro) - 0:37
2. Break My Stride - 3:12
3. Pick Up the Pieces - 3:00
4. Headphones - 3:44
5. New Hope for the Dead - 3:20
6. Anything - 3:10
7. To Hell With Love - 1:34
8. Stop the Clocks - 4:11
9. The Right Kind of Wrong - 3:50
10. This Is Not a Drill - 2:47
11. Killing Time - 3:20
12. Somewhere Someday - 3:56

### Bonus track (Giappone)
1. City Lights

### Bonus track (iTunes)
1. Second Best

## Exclusive bonus track
1. Your Life Without You

## Formazione
- Ingo Knollmann - voce, tastiere
- Guido Knollmann - chitarra
- Alex Siebenbiedel - chitarra
- Jan Dirk Poggemann - basso
- Eike Herwig - batteria, percussioni